# Seweryn Kniaziołucki
Seweryn Kniaziołucki, též Severin von Kniaziołucki nebo Severin von Kniažolucki (24. března 1853 Strzałkowce, dnes Ukrajina – 24. února 1913 Vídeň), byl rakousko-uherský, respektive předlitavský státní úředník a politik z Haliče, v roce 1899 krátce ministr financí Předlitavska ve vládě Manfreda Clary-Aldringena.

## Biografie
Vystudoval práva na Lvovské univerzitě. Od roku 1872 pracoval pro železniční Dráhu arcivévody Albrechta. Od roku 1879 byl úředníkem ve vídeňské bance Bodencreditanstalt. Roku 1892 ho Leo von Bilinski povolal na post ve správě rakouských státních drah a od roku 1895 pracoval jako úředník na ministerstvu financí, kde sloužil na vysokých postech a roku 1899 byl jmenován sekčním šéfem.
Vrchol jeho politické kariéry nastal v roce 1899, kdy se za vlády Manfreda Clary-Aldringena stal provizorním ministrem financí coby správce rezortu. Funkci zastával v období 2. října 1899 – 21. prosince 1899.
I pak zastával vysoké posty na ministerstvu, podílel se na vypracování systému penzijního zabezpečení pro státní zaměstnance.